# Noriko Arai
Noriko H. Arai (japanisch 新井 紀子 Arai Noriko; * 1962 in Kodaira, Japan) ist eine japanische Mathematikerin, Informatikerin und Hochschullehrerin. Sie ist als Gründerin von Researchmap bekannt, dem größten sozialen Netzwerk für Forscher in Japan. Ihre Forschungsinteressen liegen in den Bereichen mathematische Logik und Künstliche Intelligenz.

## Leben und Werk
Arai erwarb an der Hitotsubashi-Universität einen Abschluss in Rechtswissenschaften und 1985 einen Abschluss magna cum laude in Mathematik an der University of Illinois at Urbana-Champaign in Illinois. 1998 promovierte sie am Tokyo Institute of Technology in Naturwissenschaften. 1999 arbeitete sie am Institute for Advanced Study in Princeton. Von 2001 bis 2006 war sie Associate Professor im National Institute of Informatics in Tokio. Seit 2006 ist sie Professorin in der Abteilung Information and Society Research Division am National Institute of Informatics und dort ist sie seit 2008 Direktorin des Research Center for Community Knowledge. Hier leitet sie mehrere Projekte, unter anderem das Researchmap-Projekt, in dem mehr als 1/4 Millionen Forscher ihre Profile haben. Das Netcommons-Projekt ist ein weiteres Projekt von ihr. Es ist zurzeit das beliebteste Content-Management-System in japanischen Schulen. Mehr als 5000 Schulen verwenden NetCommons für ihre Homepages oder Groupwares. Ebenfalls leitet sie verschiedene KI-Projekte wie seit 2011 das „Reading Skill Test Project“, das grundlegende Lesefähigkeiten für Jugendliche misst. Ein weiteres Projekt ist das Todai Robot Project, für das sie den Roboter Todai entwickelte, der an der zweistufigen Aufnahmeprüfung der besten Universität von Japan, der Universität von Tokio, teilnimmt und bis 2021 bestehen soll. Der Roboter gehörte bislang in Mathematik und Englisch zu den besten Teilnehmern, scheiterte  allerdings an den Fragen, die ein Werteverständnis voraussetzen. Seit 2017 ist sie Direktorin des Research Institute of Science for Education.
Arai war Mitglied des Programmkomitees bei vielen internationalen Konferenzen in ihren Forschungsbereichen. Sie erhielt mehrere Auszeichnungen, so unter anderem 2016 den Nexplo Award. Im März 2018 gehörte sie zu den  15 Spitzenforschern aus dem Forschungsbereich künstlichen Intelligenz, die von dem  französischen Präsidenten Emmanuel Macron eingeladen wurden, sich ihm  anzuschließen eine wichtige neue französische Initiative für die Forschung im Bereich der künstlichen Intelligenz anzukündigen.

## Mitgliedschaften
- Japanische Mathematische Gesellschaft
- Cognitive Science Society

## Ehrungen (Auswahl)
- 1984: Dean's List, The University of Illinois
- 1985: Dean's List, The University of Illinois
- 1985: Salma Wanna Award, The University of Illinois, Department of Mathematics
- 2007: The winner of the 3rd International Software Competition (Beijing), IASTED
- 2008: Nistep Award, National Institute of Science and Technology Policy
- 2009: Japan Open Source Software Award, Information-Technology Promotion Agency, Japan
- 2010: Public Understanding Promotion Category, Prizes for Science and Technology, the Commendation for Science and Technology, The Ministry of Education, Culture, Sports, Science and Technology
- 2016: Todai Robot Project, Netexplo Award 2016, Netexplo

## Veröffentlichungen (Auswahl)
- N. Arai, T. Pitassi, A. Urquhart: The complexity of analytic tableaux. In: The Journal of Symbolic Logic. Band 71, Nr. 3, 2006, S. 777–790.
- T. Matsuzaki, M. Kobayashi, N. Arai: An Information-Processing Account of Representation Change: International Mathematical Olympiad Problems are Hard not only for Humans. In: Proceedings of the 38th Annual Cognitive Science Society Meeting. 2016.
- Y. Wada, T. Matsuzaki, A. Terui, N. Arai: An automated deduction and its implementation for solving problem of sequence at university entrance examination. In: Lecture Notes in Computer Science. Band 9725, 2016, S. 82–89.
- T. Arai, K. Bunji, N. Todo, N. Arai, T. Matsuzaki: Evaluating Reading Support Systems through Reading Skill Test. In: Proceedings of the 40th Annual Cognitive Science Society Meeting. 2018.